# Varnertown Indijanci
Wassamasaw (Varnertown Indijanci), ime za skupinu američkih Indijanaca iz Južne Karoline koji porijeklo vuku od ostataka plemena Etiwan, Catawba, Cherokee i Edisto. Kao posebna zajednica formiranli su se prije nekih 150 godina na području južnokarolinskog okruga Berkeley.
Glavno im je naselje Varner Town ili Varnertown, tako prozvano po izvjesnom Williamu Varneru, a nalazi se blizu Carnes Crossroadsa i Goose Creeka.
Godine 1939. za djecu Varnertowna je izgrađena jednosobna škola (Varnertown Indian School) ali je zatvorena 1960. Godine 2004, država Južna Karolina priznala ih je kao zasebno indijansko pleme. Populacija im iznosi oko 1.500.

## Vanjske poveznice
- The Wassamasaw Tribe of Varnertown Indians  Arhivirana inačica izvorne stranice od 25. kolovoza 2011. (Wayback Machine)
- The Wassamasaw Tribe of Varnertown Indians  Arhivirana inačica izvorne stranice od 8. siječnja 2011. (Wayback Machine)